# Adieu mères
Adieu mères é um filme de drama marroquino de 2008 dirigido e escrito por Mohamed Ismail. Foi selecionado como representante de Marrocos à edição do Oscar 2009, organizada pela Academia de Artes e Ciências Cinematográficas.

## Elenco
- Marc Samuel - Henri Elkaim
- Rachid El Ouali - Brahim
- Souad Amidou - Ruth Elkaim
- Hafida Kassoui - Fatima